# Cyathocrinites
Cyathocrinites es un género extinto de crinoideos de la familia Cyathocrinitidae. Fue descrito por John Samuel Miller en 1821.

## Especies
- †Cyathocrinites multibrachiatus
- †Cyathocrinites simplex[6]